# Санкт-Пёльтен
Санкт-Пёльтен (нем. Sankt Pölten, St Pölten, бав. St. Pödn) — город в Австрии, административный центр и крупнейший город земли Нижняя Австрия. Площадь города составляет 108,44 км², население — 55 878 человек (1 января 2021), плотность населения — 512 чел./км². Город расположен на реке Трайзен, правом притоке Дуная, в 65 километрах к западу от столицы страны Вены, на высоте 267 метров над уровнем моря.

## История

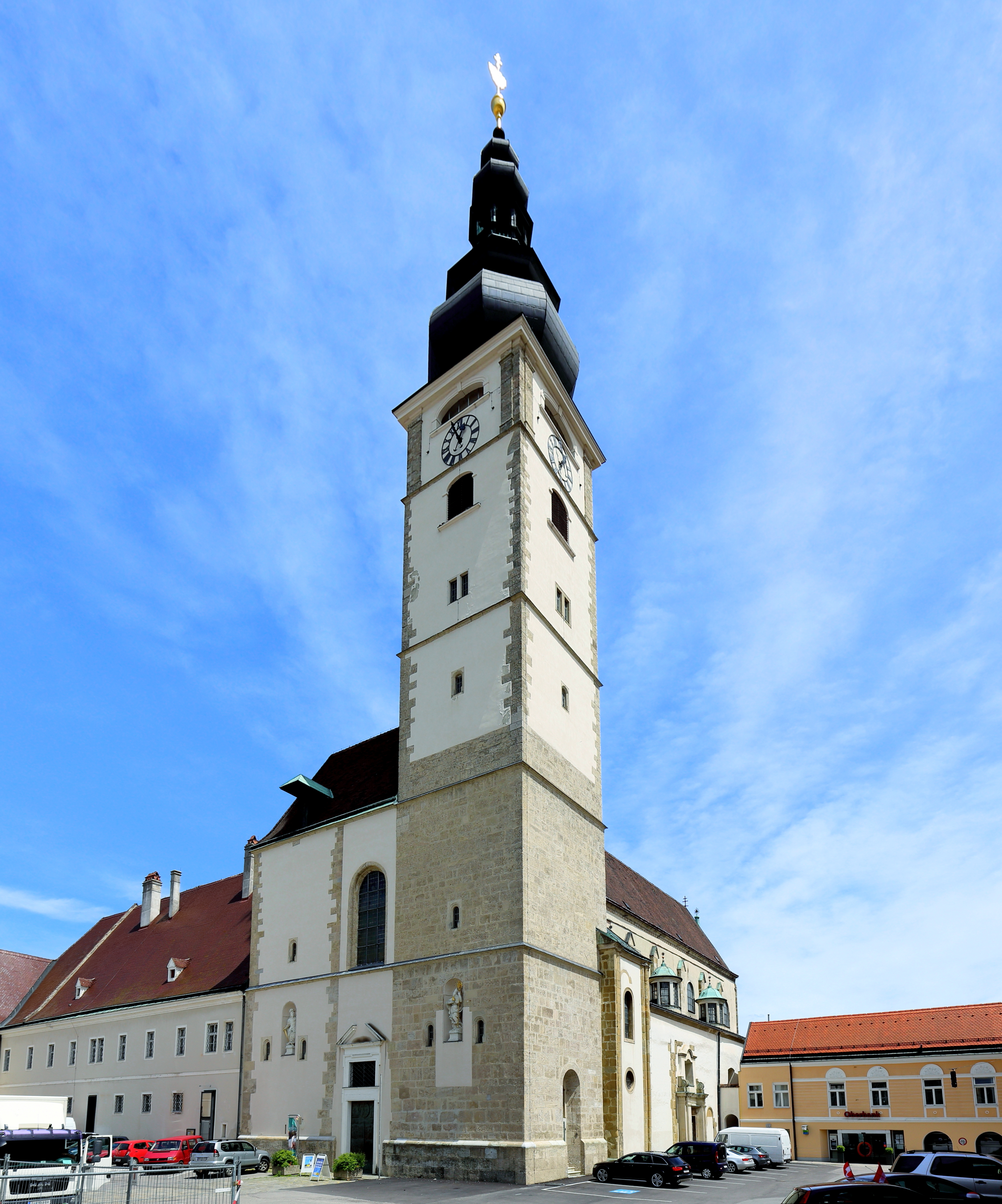
Кафедральный собор Успения Девы Марии в Санкт-Пёльтене

Во времена Древнего Рима на месте Санкт-Пёльтена располагался римский город Элиум-Цетиум (Цетий, Aelium Cetium), который получил городское право в правление Клавдия. Название города связано с Цетийскими горами (Цетийскими Альпами, лат. Mons Cetius, др.-греч. Κέτιον ὄρος, ныне — Венский Лес и Каленберг).  Цетийские горы на западе отделяли римскую провинцию Паннонию от Норика.
Санкт-Пёльтен сформировался в VIII веке вокруг бенедиктинского аббатства св. Ипполита (нем.  Sankt Pölten), основанного в 771 году, которое и дало имя городу. Официально права города Санкт-Пёльтен получил в 1159 году от Конрада Зальцбургского.
До 1490 года принадлежал епархии Пассау, с 1785 года сам стал центром епархии Санкт-Пёльтена.

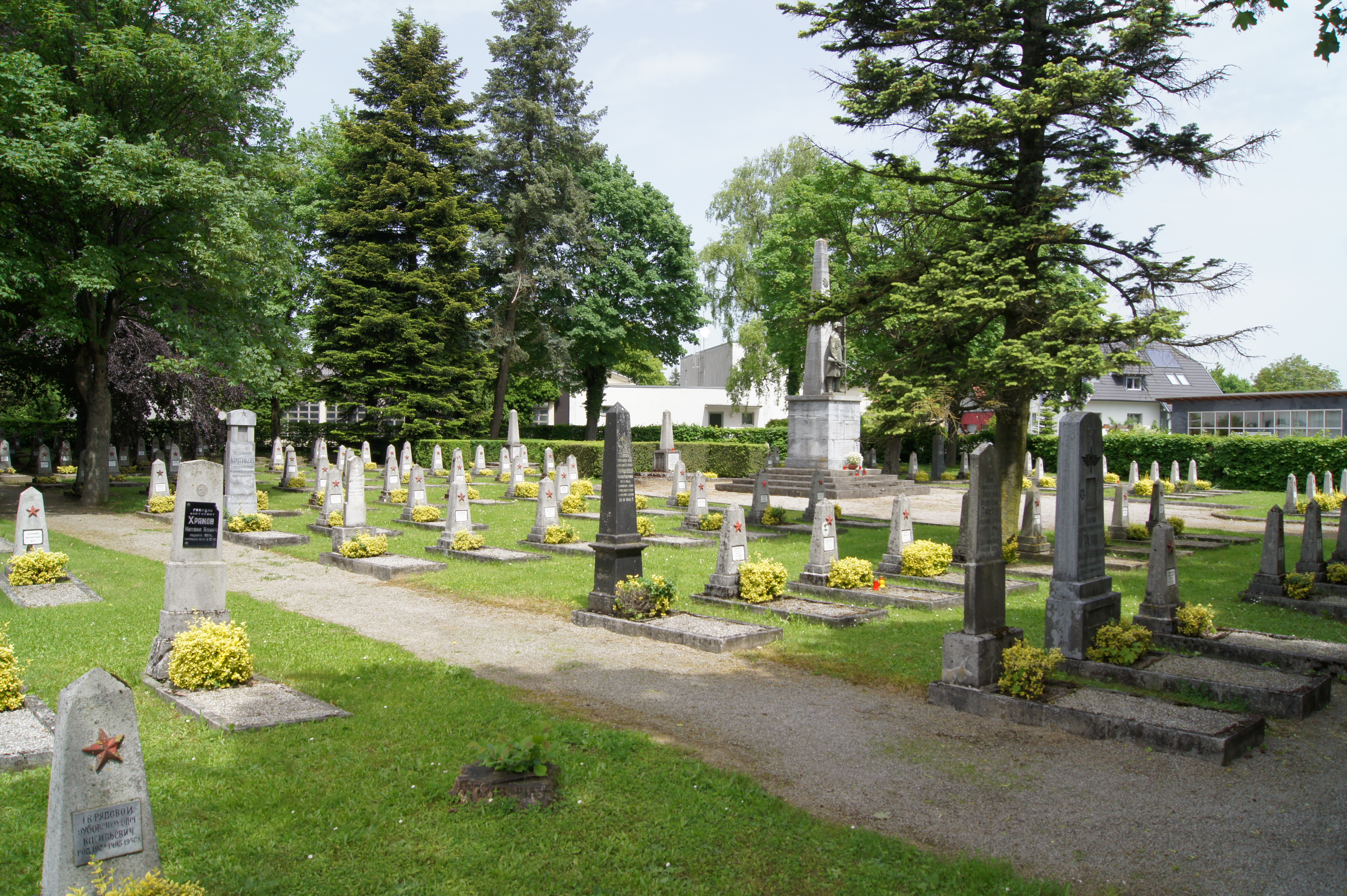
Военное советское кладбище в Санкт-Пёльтене

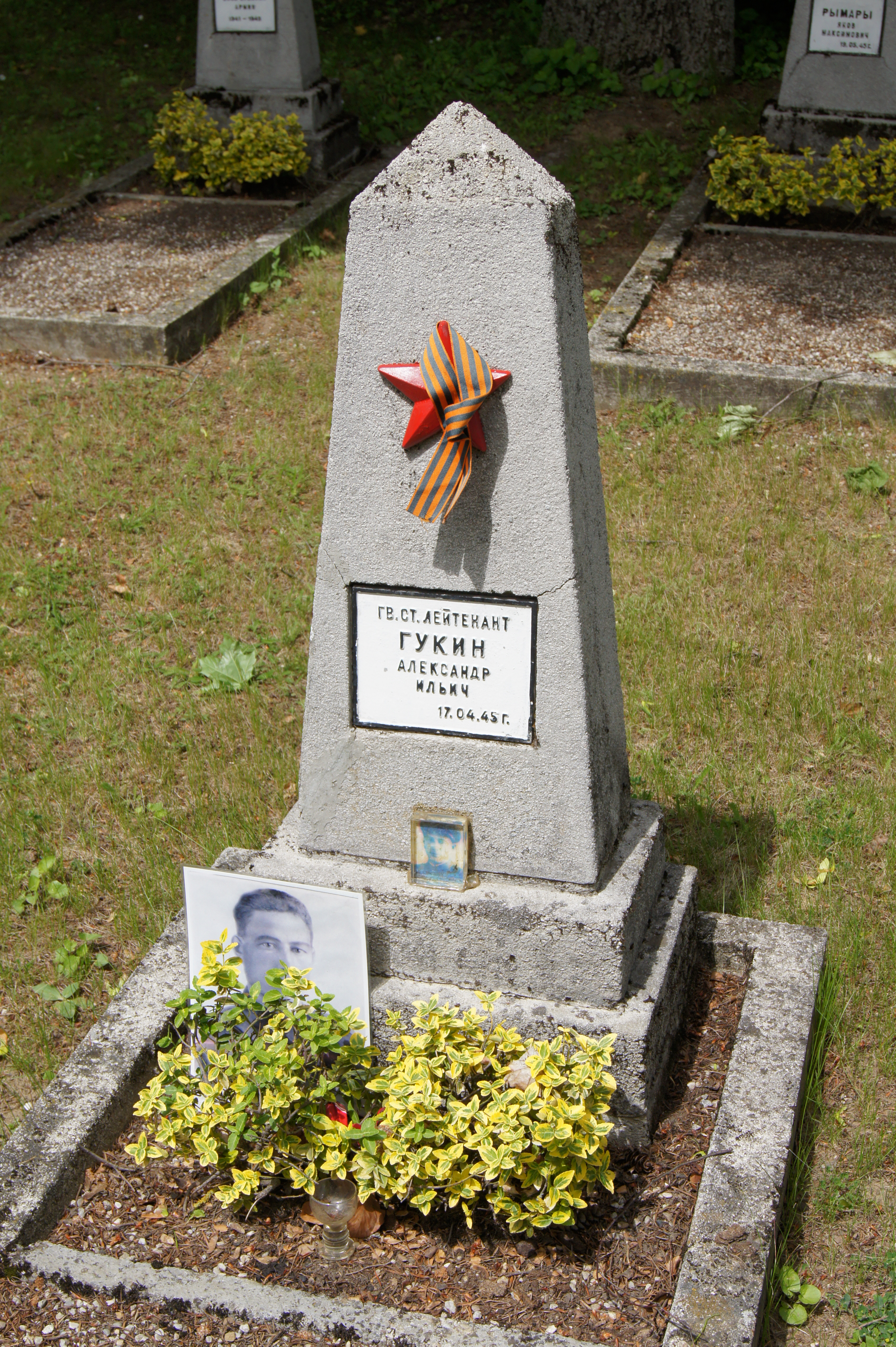
Могила гвардии старшего лейтенанта Александра Ильича Гукина, погибшего 17 апреля 1945 года и похороненного в Санкт-Пёльтене

13 апреля 1945 года Ставка Верховного Главнокомандования приказала правому крылу 3-го Украинского фронта выйти на реку Трайзен, овладеть городом Санкт-Пёльтен, прочно закрепиться на указанном рубеже и после этого вывести 9-ю гвардейскую армию в резерв фронта. 14 апреля 1945 года 331-й гвардейский полк 105-й гвардейской стрелковой дивизии 3-го Украинского фронта под командованием подполковника Ивана Васильевича Резуна форсировал реку Трайзен и занял город Херцогенбург. Пятеро разведчиков (группу возглавлял сержант Степан Алексеевич Ефремов) ночью форсировали реку и взяли в качестве «языка» двух солдат и младшего офицера из боевого охранения 740-го пехотного полка 710-й дивизии вермахта. Батальоны капитана Н. Д. Андреева и старшего лейтенанта Н. П. Воронина вброд переправились через реку и вышли к окраинам Херцогенбурга. Перед рассветом полк Резуна атаковал противника в городе. Засады на дорогах к Вёльблингу, Витцендорфу (Witzendorf) и Санкт-Пёльтену не давали отступить 740-му полку вермахта. По мосту были переправлены танки и артиллерия 331-го полка и сопротивление немцев было скоро подавлено. После захвата города 2-й батальон 331-го полка двинулся на запад и овладел господствующими высотами 355 и 373.  При этом у высоты 373 снайпер младший сержант Федор Васильевич Каргапольцев уничтожил восемь солдат вермахта, включая пулемётный расчёт, а затем высоту заняло стрелковое отделение сержанта Никифора Титовича Хлыпытько. На правом фланге дивизии 345-й полк под командованием полковника Котлярова в тот же день форсировал Трайзен у Трайсмауэра. При этом рядовой из 1-го батальона Александр Трофимович Пасталов вплавь переправился через реку, уничтожил две пулеметные точки и, ведя огонь из трофейного пулемета, обеспечил переправу роты. Удалось захватить мост. Взвод автоматчиков младшего лейтенанта Б. И. Феоктистова на трофейных бронетранспортерах атаковал опорный пункт в Варгаме (Wagram ob der Traisen) и захватил прибрежную дорогу. На левом фланге дивизии 349-й полк, переправившись через Трайзен, вышел с севера к городу Санкт-Пёльтен, где встретил сильное сопротивление. 104-я гвардейская стрелковая дивизия обходила город с юга. 351-й гвардейский полк 106-й дивизии из резерва командира 38-го гвардейского стрелкового корпуса наступал на Санкт-Пёльтен с юго-востока, 346-й стрелковый полк 104-й дивизии под командованием А. Д. Епанчина с северо-востока. При форсировании Трайзена 351-м полком 15 апреля отличился младший сержант Николай Ефимович Саранчев. Взять удалось Санкт-Пёльтен 15 апреля.
В полосу 104-й и 105-й дивизий вермахт стянул значительные силы: 710-я пехотная дивизия (переброшенная из Италии), гренадерский полк «Фюрер» из танковой дивизии СС «Великая Германия», части 12-й танковой дивизии СС «Гитлерюгенд», а также два морских отряда — рейнской военной флотилии и норденской морской школы, в каждом из которых по 500 человек. С 15 по 20 апреля 1945 года группировка вермахта при поддержке авиации контратаковала. 22 апреля полосу 105-й дивизии заняла 5-я гвардейская воздушно-десантная дивизия 4-й гвардейской армии. К 24 апреля 4-я гвардейская армия вышла на рубеж реки Трайзен и приняла участки 9-й гвардейской армии.
В 1986 году Санкт-Пёльтен стал центром земли Нижняя Австрия.

## Достопримечательности

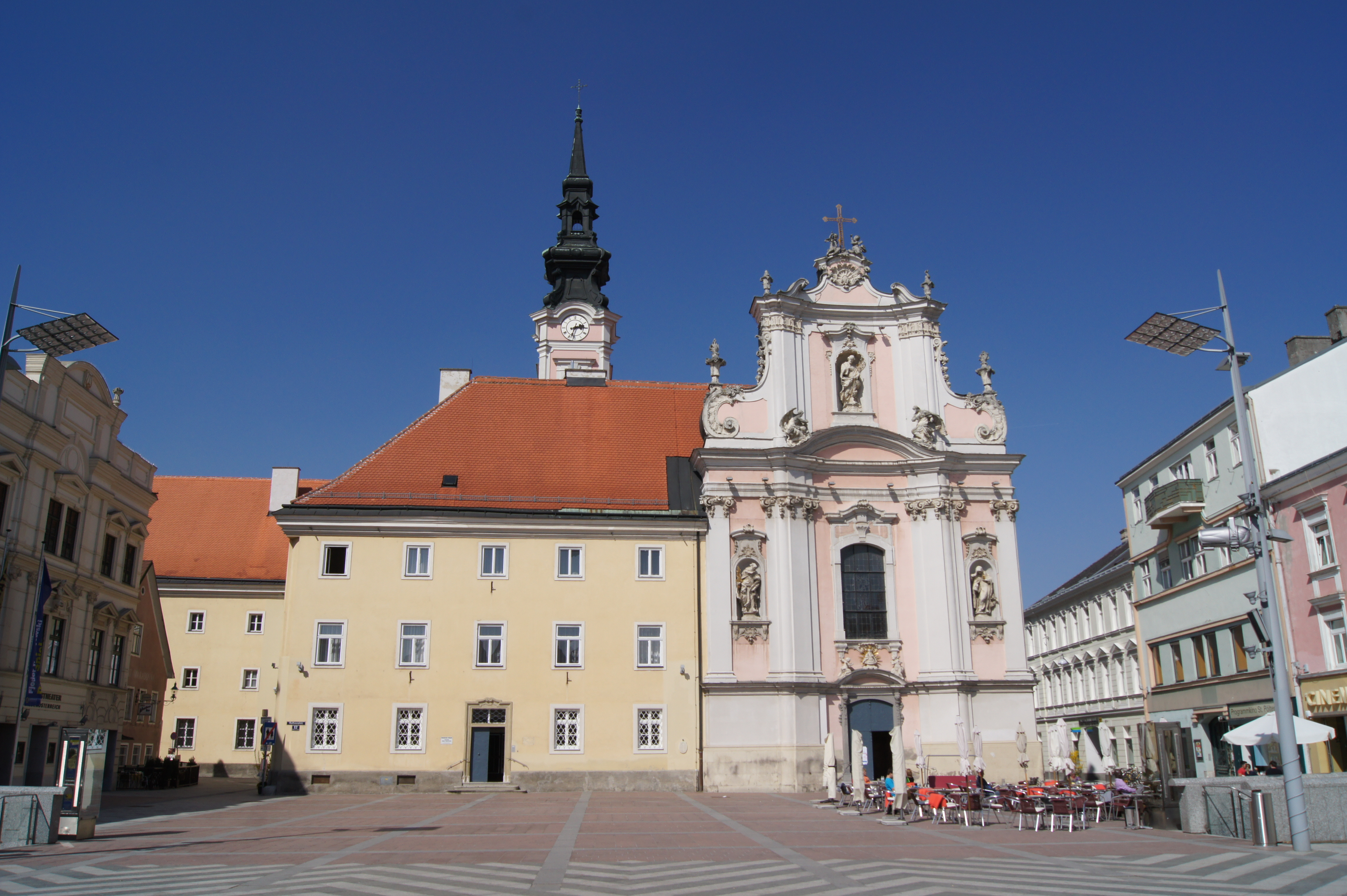
Францисканская церковь в Санкт-Пёльтене

- Ратушная площадь[нем.]. Центр старого города. Посреди площади — колонна Святой Троицы (1782).
- Францисканская церковь[нем.] находится с севера ратушной площади. Построена в 1768 году в стиле рококо.
- Ратуша[нем.]. Здание ратуши на южной стороне ратушной площади построено в XIV веке, с тех пор многократно перестраивалось. Барочный фасад ратуши создан в 1727 г.
- Монастырь кармелиток. Ныне в нём размещается городской музей.
- Соборная площадь. Центр бывшего римского города Элиум Центиум. На площади кафедральный собор (XII век, многократно перестраивался, последний раз в стиле барокко в 1722 г.). Высота колокольни 77 метров.
- Резиденция епископа. Построена в 1653 году. Ныне в ней епархиальный музей, где выставлены предметы религиозного искусства.
- Замок Поттенбрунн[нем.] в Поттенбрунне. Во дворце экспонируется коллекция средневековых кубков.

## Музеи
- Городской музей Санкт-Пёльтена
- Епархиальный музей
- Музей Им Хоф
- Исторический музей Нижней Австрии

## Спорт
В городе существует футбольный клуб «Санкт-Пёльтен». Домашним стадионом является «Фойт-Плац», вмещающий 8 000 зрителей.
Ежегодно в мае в Санкт-Пёльтене проводится мужской теннисный турнир ATP.

## Транспорт
Через город проходят автомобильная и железнодорожная магистраль Вена — Линц, дороги на Кремс и Мариацелль, а также железнодорожная линия на Кремс, Тульн-ан-дер-Донау, Хайнфельд, Санкт-Эгид-ам-Нойвальде, Манк и Мариацелль. Дорога на поезде от Вены занимает около 40 минут, от Линца около 50 минут.

## Население
| Год  | Численность |
| ---- | ----------- |
| 1869 | 14470       |
| 1889 | 16963       |
| 1890 | 19184       |
| 1900 | 24507       |
| 1910 | 35648       |
| 1923 | 40574       |
| 1934 | 46304       |
| 1939 | 48583       |
| 1951 | 44005       |
| 1961 | 46520       |
| 1971 | 49664       |
| 1981 | 50419       |
| 1991 | 50026       |
| 2001 | 49121       |
| 2011 | 51955       |
| 2021 | 55878       |

## Политическая ситуация
Бургомистр коммуны — Маттиас Штадлер (Matthias Stadler, СДПА) по результатам выборов 2011 года.
Совет представителей коммуны (нем. Gemeinderat) состоит из 42 мест. По результатам выборов 2015 года:
- СДПА занимает 26 мест.
- АНП занимает 9 мест.
- АПС занимает 6 мест.
- Зелёные занимают 1 место.

## Административное деление
Санкт-Пёльтен разделён на 11 городских районов, которые в свою очередь состоят из 43 общин.
- Харланд
- Оксенбург
- Поттенбрунн
- Радльберг
- Ратцендорф
- Шпратцерн
- Санкт-Георген-на-Штайнфельде
- Штаттерсдорф
- Фихофен
- Ваграм[нем.]

## Города-побратимы
- Курасики, Япония (1957)
- Хайденхайм, Германия (1967)
- Клиши-ла-Гаренн, Франция (1968)
- Брно, Чехия (1990)
- Алтуна, США (2000)
- Ухань, Китай (2005)
- Алматы, Казахстан

## Известные уроженцы и жители
- Бернхард Викки — немецкий актёр и кинорежиссёр.
- Гран, Даниель (1694—1757) — австрийский художник.
- Шиндлер, Иоганн Йозеф (1777—1836) — австрийский художник.